# 归亚蕾
歸亞蕾（英語：Grace Guei，1944年6月2日—），台灣著名女演员，榮獲過4座金馬獎、2座金鐘獎、1座百花獎以及1座亞太影展，在演藝圈有「影劇天后」般資歷與地位。
歸亞蕾籍貫浙江省吳興（今浙江湖州），出生于湖南省長沙市，幼年随父母遷到台湾高雄左營區果貿社區果貿三村，参演过《烟雨濛濛》、《家在臺北》、《囍宴》、《饮食男女》、《女儿红》、《滿月酒》等電影。

## 背景
归亚蕾1944年出生于中華民國湖南省长沙市，1949年随父母移居台湾。就讀高雄巿左營區舊城國民小學和高雄市立左營高級中學（1959年初中），毕业于國立臺灣藝術專科學校影剧科表演組（今國立臺灣藝術大學電影學系與戲劇學系之前身）。父親歸來為中華民國海軍職業軍官，曾在軍中劇團、海軍廣播電台任職，曾任左營軍中廣播電台副台長，一個人的薪水要養活八口人。歸亞蕾身為長女，承擔許多家務，在上學期間需打工補貼家用。母親陳孟蒲曾在幼兒園和海軍育幼院任教。歸亞蕾的家人包括弟弟歸亞營、歸亞薈、六妹歸亞蒂等。丈夫張夢奎、大女兒張之潔、小女兒張之怡、兩個女兒婚前曾參加電視劇的演出。
歸亞蕾從影甚早，作品極多，能擔任正面或反面角色，演技精湛而廣獲肯定。她在1965年主演其首部电影——瓊瑤小說改編的《烟雨濛濛》，時年22歲。是歸亞蕾生命中具有重要意義的一年。她完成專科學校的學習，被導演王引看中出演表演生涯的第一個角色。拍完戲就結婚，嫁給了張夢奎。歸亞蕾對張夢奎的承諾是﹕「如果有一天你不喜歡我拍戲了，只要一句話，我立即不拍。」次年，這個角色為她贏得了第4屆金马奖最佳女演員，是當時最年輕的影后，也是首位奪得金馬影后的台灣演員。后主演过多部电影、电视剧。其中电影包括1970年的《家在台北》，同獲得當年亞太影展最佳女主角獎和第8屆金馬獎最佳女演員。1978年的《蒂蒂日記》，獲得第15屆金馬獎最佳女配角奖。
1991年，歸亞蕾以中國電視公司連續劇《她的成長》獲得第26屆金鐘獎女演員獎；1997年，歸亞蕾又以中國電視公司《金獎劇展：聖母瑪利亞》獲得第32屆金鐘獎女主角獎。
1993年，與金像獎導演李安合作的電影《囍宴》使歸亞蕾獲得第30屆金馬獎最佳女配角獎，这是她第二次获得配角奖。
1995年以后，歸亞蕾轉往中国大陆發展，參演《女兒紅》一片，代表中國在捷克卡羅維發利電影節獲得最佳女主角獎。這是歸亞蕾首次在西方獲得演藝獎項。
2000年以後，歸亞蕾主要投入中國大陸的電視劇集演出，包括《橘子紅了》、《麻辣婆媳》、《大明宫词》、《汉武大帝》、《香港傳奇-榮歸》等劇。
歸亞蕾曾與成龍、劉德華、朱延平、柯俊雄等港台影人應邀出席2005年在北京人民大會堂主辦之「中國電影一百年」慶祝大會。
2008年，歸亞蕾以電影《雲水謠》榮獲第29屆大眾電影百花獎最佳女配角獎。
2014年，歸亞蕾受電影導演陳正道邀約，在奇幻愛情喜劇《重返20歲》中飾演嘮叨碎唸顧人怨的奶奶一角。電影在2015年1月份上映，結果上映才四天就開出1.26億人民幣的好成績。
2015年，歸亞蕾以電影滿月酒 “媽媽”一角入圍美國洛杉磯同性戀電影協會最佳女主角，並獲得同性戀溫斯頓電影節最佳女演員獎。2016年，歸亞蕾榮獲第十二屆中美電影節『終身成就獎』。2017年，歸亞蕾榮獲2017美國亞洲影視節金橡樹獎『特別貢獻獎』。

## 軼事
2009年12月，中國書畫研究院名譽院長趙清海在一個中國大陸的電視節目上，贈送一幅書有「影後」兩個大字的書法立軸作品予歸亞蕾，以表揚其影后成就。然而，雖然「后」字乃「後」字的簡化字，但「影后」中的「后」字與「前後」中的「後」字本身字源不同，不能互相混淆，趙清海於此乃錯誤地把「影后」化簡為繁為「影後」。

## 演出作品

### 電影
- 1965年《烟雨濛濛》，飾演：陆依萍。（榮獲「1966年，第4屆金馬獎」最佳女主角獎的殊榮。）
- 1966年《花落谁家》
- 1967年《人鬼狐》
- 1967年《寻梦园》，飾演：徐夢華。
- 1968年《玻璃眼球》
- 1968年《女萝草》，飾演：李霭如。
- 1968年《情深比酒浓》，飾演：徐曉晴。
- 1968年《冬暖》，飾演：阿金。
- 1968年《飛賊》
- 1969年《玻璃眼球》
- 1969年《古道斜阳》
- 1969年《女人女人》
- 1969年《不敢跟你讲》，飾演：白老師。
- 1969年《虎父虎子》
- 1970年《寇三娘》，飾演：寇三娘。
- 1970年《断肠红》
- 1970年《中原七壮士》
- 1970年《葡萄成熟时》，飾演：鄧心怡。
- 1970年《三朵花》，飾演：白洁君。
- 1970年《庭院深深》，飾演：章含烟。
- 1970年《家在台北》，飾演：冯淑姮。 (榮獲第16屆亞太影展、第8屆金馬獎最佳女主角獎)
- 1970年《缇萦》
- 1971年《真假太太》，飾演：徐慕貞。
- 1971年《事事如意》
- 1971年《原谅我情人》
- 1972年《活著为了你》
- 1972年《只要为你活一天》
- 1973年《一家人》
- 1973年《天伦乐》
- 1973年《雷风雨》
- 1974年《大摩天岭》
- 1974年《秋水伊人》
- 1975年《女兵日记》
- 1976年《天涯未归人》
- 1976年《三个女孩的故事》
- 1977年《花非花》
- 1977年《不要在大街上吻我》
- 1977年《留学生》
- 1978年《蒂蒂日記》，飾演：蒂蒂的母親。(榮獲第15屆金馬獎最佳女配角)
- 1978年《百战保山河》，飾演：乳娘。
- 1978年《锦标》
- 1979年《春寒》(入圍第16屆金馬獎最佳女配角)
- 1979年《花伴舞春风》
- 1979年《踩在夕阳里》
- 1979年《无情荒地有情天》
- 1979年《沙滩上的月亮》
- 1979年《初恋风暴》
- 1979年《结婚三级跳》
- 1979年《骊歌》
- 1979年《成功岭上》
- 1980年《幸福船》
- 1980年《雁儿归》
- 1980年《楚留香传奇/楚留香之借尸还魂》，飾演：梁妈。
- 1980年《未婚妈妈》，飾演：白夫人。
- 1980年《无花果》
- 1980年《卖身女》
- 1980年《源》
- 1980年《寒山飞狐》
- 1980年《一对傻鸟》
- 1981年《昨日之灯》
- 1981年《丹尼尔的故事》(入圍第18屆金馬獎最佳女配角)
- 1981年《晚间新闻》
- 1981年《教兄复仇者》
- 1981年《扫荡大赌场》，飾演：賭徒三。
- 1981年《沙家十五女英豪》
- 1981年《盖世奇花》
- 1981年《皇天后土》，飾演：沈妻。
- 1981年《赌王斗千王》
- 1981年《梦的衣裳》，飾演：桑雨蘭（兰姑）。
- 1981年《聚散两依依》，飾演：钟可慧的母亲。
- 1981年《中国女兵》，飾演：连长。
- 1981年《跟我说爱我》
- 1982年《怒犯天条》
- 1982年《家劫》
- 1982年《奇门奇术》
- 1982年《磨牙的女人》
- 1982年《中国女警》
- 1982年《新目莲救母》
- 1982年《失节》
- 1982年《脂粉奇兵》
- 1982年《冷血尸案》
- 1982年《復仇者》
- 1982年《黑色的婚礼》，飾演：珍妮。
- 1982年《苦戀》，飾演：母親。
- 1982年《神探枭雄》
- 1982年《秋千上的小精灵》
- 1982年《大逃狱》
- 1982年《燃烧吧！火鸟》，飾演：卫母。
- 1982年《爆破》
- 1983年《大集合》
- 1983年《妈妈带我回家》，飾演：阿勇的母亲。
- 1983年《王哥柳哥》，飾演：孤儿院院长。
- 1983年《摧花者死》，飾演黃偉母親。
- 1983年《风水二十年》
- 1984年《不归路》
- 1984年《Inferno Thunderbolt》
- 1984年《烽火佳人》，飾演：李德全。
- 1987年《中國最後一個太監》，飾演：來喜母親。
- 1987年《枪下留人》
- 1988年《大陸行》
- 1988年《海峽兩岸》
- 1988年《赤子心浪子情》，飾演：黄月娟。
- 1988年《国中十四章》，飾演：何婉珍老師。
- 1989年《奇蹟》，飾演：玫瑰夫人。
- 1990年《嫁到宮裡的男人》
- 1992年《一片雲飄過》，飾演：唐母。
- 1993年《囍宴》榮獲第30屆金馬獎最佳女配角
- 1994年《飲食男女》，飾演：梁伯母 。(入圍第31屆金馬獎最佳女配角)
- 1995年《女儿红/一坛女儿红》，飾演：酒店老板。(榮獲第30屆卡羅維發利國際電影節水晶地球儀獎最佳女演員 / 入圍第32屆金馬獎最佳女主角)
- 1996年《今天不回家》，飾演：陈太太。
- 1997年《自梳》，飾演：欢姑。
- 2000年《大明宮䛐》
- 2001年《夜奔》，飾演：苇英母亲。
- 2001年《候鸟》，飾演：陈方宁母亲。
- 2006年《雲水謠》，飾演：王碧云（老年）。(榮獲第29屆大眾電影百花獎最佳女配角)
- 2011年《飲食男女2：好遠又好近》，飾演：白苹。
- 2012年《招财猫和兵马俑》
- 2015年《重返20歲》，飾演：沈夢君。
- 2015年《滿月酒》，飾演：Danny母親。
- 2016年《泡沫之夏》
- 2019年《小猪佩奇过大年》，飾演：外婆。
- 2019年《拿摩一等》，飾演：肖聲外婆。
- 2020年《蕃薯澆米》
- 2022年《大青樹下》（英文名：Beneath the Banyan Tree），飾演：伍媽媽。（榮獲2022年巴黎國際電影節國際最佳演員）
- 2025年《謊島美人魚》

### 電視劇演出
| 年份   | 電視台               | 剧名                            | 角色           | 备注                             |
| ------ | -------------------- | ------------------------------- | -------------- | -------------------------------- |
| 1984年 | 華視                 | 《琴韻補情天》                  | 沈海娜         |                                  |
| 1985年 | 華視                 | 《當時明月在》                  | 魏育華         |                                  |
| 1985年 | 台視                 | 《富貴浮雲》                    | 方紀容         |                                  |
| 1986年 | 台視                 | 《梧桐夜雨》                    | 常母           |                                  |
| 1986年 | 台視                 | 《福祿壽喜》                    | 方孝儀         | 本劇製作人                       |
| 1987年 | 中視                 | 《小姐與流氓》                  | 凌霜霜         |                                  |
| 1988年 | 中視                 | 《情在天涯》                    | 秦湄           |                                  |
| 1988年 | 中視                 | 花系列《孤挺花》                | 江婉玲         | 與「花系列」製作人魏約翰共同製作 |
| 1989年 | 中視                 | 《風雲時代》                    | 錢芷           |                                  |
| 1989年 | 中視                 | 《一代名臣范仲淹》              | 十六姊         |                                  |
| 1989年 | 中視                 | 《星夜的天空》                  | 丁曼苓         |                                  |
| 1990年 | 中視                 | 《雪珂》                        | 羅夫人         |                                  |
| 1990年 | 中視                 | 《我愛芳鄰》                    | 方華           |                                  |
| 1990年 | 中視                 | 《太陽雨》                      | 王翠玉         |                                  |
| 1990年 | 中視                 | 《沒有合約的愛情》              | 高解詩韻       |                                  |
| 1990年 | 中視                 | 《她的成长》                    | 奶奶           | 榮獲 第26屆金鐘獎 最佳女演員獎   |
| 1991年 | 中視                 | 花系列《野菊》                  | 方雅雯         |                                  |
| 1991年 | 中視                 | 《男人活該》                    | 賈林達         |                                  |
| 1991年 | 公視製播組 / 華視    | 《李娃傳》                      |                |                                  |
| 1992年 | 中視                 | 《青青河邊草》                  | 靜芝           |                                  |
| 1992年 | 中視                 | 花系列《薔薇》                  | 陳月           |                                  |
| 1993年 | 中視                 | 《玫瑰豪情》                    | 許晶華         |                                  |
| 1993年 | 中視                 | 花系列《夜來香》                | 杜夫人         |                                  |
| 1994年 | 中視                 | 《楊乃武與小白菜》              | 杨乃娘         |                                  |
| 1995年 | 華視                 | 《兄弟有緣Ⅱ》                   | 許玉燕         |                                  |
| 1995年 | 亞視                 | 《新包青天》·审白毛             | 包老夫人       |                                  |
| 1996年 | 中視                 | 花系列《胭脂花红》              | 李淑萍         |                                  |
| 1996年 | 中視                 | 《碧海明月心》                  | 李穆慈         |                                  |
| 1996年 | 台視                 | 《她们三个》                    | 傅老太太       |                                  |
| 1996年 | 華視                 | 《台湾灵异事件-前世相愛到今生》 | 沈德怡         |                                  |
| 1997年 | 中視                 | 《圣母玛丽亚》                  |                | 榮獲 第32屆金鐘獎 最佳女主角獎   |
| 1997年 | 央視                 | 《雷雨》                        | 鲁侍萍         |                                  |
| 1997年 | 台視                 | 《四千金》                      | 白萍           |                                  |
| 1997年 | 台視                 | 《康熙情锁金殿》                | 孝庄太后       |                                  |
| 1998年 | 華視                 | 《女人三十》                    | 薇薇母         |                                  |
| 1998年 | 民視                 | 《舉頭三尺有神明-命根子》       | 王桂花         |                                  |
| 1999年 | 央視                 | 《大明宫词》                    | 武则天         |                                  |
| 1999年 | 超視                 | 《欢喜人家》                    | 俏妈           |                                  |
| 1999年 | 中視                 | 《海海的人生》                  | 江韶華         |                                  |
| 2000年 | 中視                 | 《笨小孩》                      | 甘霖母         |                                  |
| 2000年 | 公視                 | 《橘子红了》                    | 容大太太       |                                  |
| 2000年 | 台視                 | 《玻璃屋裡的人》                | 錢太太         |                                  |
| 2001年 | 亞視                 | 《肥貓正傳》                    | 华老太         |                                  |
| 2003年 | 央視                 | 《大明王朝惊变录》              | 孙太后         |                                  |
| 2003年 | 亞視                 | 《肥貓正傳2》                   | 华老太         |                                  |
| 2003年 | 上影集團             | 《刘姥姥外传》                  | 刘姥姥         |                                  |
| 2003年 | 央視                 | 《沧海百年》                    | 戴葱娘         |                                  |
| 2004年 | 央視                 | 《汉武大帝》                    | 窦太后         |                                  |
| 2004年 | 湖南經視娛樂頻道     | 《秦王李世民》                  | 窦皇后         |                                  |
| 2004年 | 北京電視台           | 《天和局》                      | 竺自萍         |                                  |
| 2005年 | 东方电影频道         | 《烟花三月》                    | 孝庄太后       |                                  |
| 2005年 | 山西卫视             | 《徽州女人》                    | 老太太         |                                  |
| 2005年 | CCTV-12              | 《中国母亲》                    | 王娟           |                                  |
| 2005年 | CCTV-1               | 《麻辣婆媳》                    | 秦思平         |                                  |
| 2006年 |                      | 《世纪不了情》                  | 林梦娴（老年） |                                  |
| 2007年 |                      | 《家事往事身边事》              | 林玉凤         |                                  |
| 2007年 |                      | 《荣归》                        | 张淑媛         |                                  |
| 2007年 | 天視一套             | 《忘不了》                      | 孟华母         |                                  |
| 2008年 | CCTV-8               | 《活着真好》                    | 母亲           |                                  |
| 2009年 | 湖北衛視經濟頻道     | 《来不及说我爱你》              | 许老太太       |                                  |
| 2009年 | CCTV-1               | 《麻辣婆媳2》                   | 婆婆           |                                  |
| 2009年 | 上海電視台电视剧频道 | 《婆婆来了》                    | 郑爱儿         |                                  |
| 2010年 | 北京衛視、安徽衛視   | 《紅樓夢》                      | 王夫人         |                                  |
| 2011年 | 黑龍江電視台都市頻道 | 《我和丈母娘的十年战争》        | 孙妈妈         |                                  |
| 2011年 | 山西卫视             | 《女人的天空》                  |                |                                  |
| 2011年 | 东南卫视             | 《娘心计》                      | 金普荷         |                                  |
| 2012年 |                      | 《杨翠喜案》                    | 慈禧太后       |                                  |
| 2012年 | 新疆衛視             | 《摩西密码》                    |                |                                  |
| 2013年 | CCTV-1               | 《劝和小组》                    | 尚妈妈         |                                  |
| 2013年 | 湖南衛視             | 《天天有喜》                    | 刘张氏         |                                  |
| 2013年 | 中國大陸             | 《春天的绞刑架》                | 杜老太太       |                                  |
| 2013年 | 湖南衛視             | 《花开半夏》                    | 如画奶奶       |                                  |
| 2014年 | 中國大陸             | 《末代皇帝传奇》                | 慈禧太后       |                                  |
| 2016年 | 中國大陸             | 《刘海戏金蟾》                  | 刘母           |                                  |
| 2017年 | 中國大陸             | 《幸福有配方》                  | 宋玉华         |                                  |
| 2017年 | 中國大陸             | 《花謝花飛花滿天》              | 花老夫人       |                                  |
| 2018年 | 中國大陸             | 《重返20岁》                    | 沈梦君         |                                  |
| 2018年 | 中國大陸             | 《为青春点赞》                  | 肃静蓉         |                                  |
| 2020年 | 中國大陸             | 《爱之初》                      | 萧太太         |                                  |
| 2020年 | 中國大陸             | 《仲夏滿天心》                  | 奶奶           | 網絡劇                           |
| 2021年 | 中國大陸             | 《大宋宮詞》                    | 蕭綽           |                                  |
| 2023年 | 央視                 | 《廉石传奇》                    | 陆母           | 2010年拍攝                       |
| 2024年 | 中國大陸             | 《慶餘年2》                     | 明老太君       |                                  |
| 待播   | 中國大陸             | 《你好，1983》                  |                |                                  |

### 電視劇製作
- 1986年 台視《福祿壽喜》
- 1988年 中視《孤挺花》（與魏約翰共同擔任製作人）
- 1989年 中視《天使之愛》
- 1989年 台視《天才房東妙房客》

### MV演出
| 年份   | 歌曲         | 主唱   | 角色   |
| ------ | ------------ | ------ | ------ |
| 2014年 | 不一樣又怎樣 | 蔡依林 | 張淑月 |

### 電視節目
- 2017年 -  見字如面 　黑龍江衛視

## 榮譽

### 電影

#### 獲獎
| 年份   | 頒獎                                     | 獎項           | 作品         | 結果 |
| ------ | ---------------------------------------- | -------------- | ------------ | ---- |
| 1966年 | 第4屆金馬獎                              | 最佳女主角     | 《煙雨濛濛》 | 獲獎 |
| 1970年 | 第16屆亞太影展                           | 最佳女主角     | 《家在台北》 | 獲獎 |
| 1970年 | 第8屆金馬獎                              | 最佳女主角     | 《家在台北》 | 獲獎 |
| 1978年 | 第15屆金馬獎                             | 最佳女配角     | 《蒂蒂日記》 | 獲獎 |
| 1993年 | 第30屆金馬獎                             | 最佳女配角     | 《囍宴》     | 獲獎 |
| 1996年 | 第30屆卡羅維發利國際電影節水晶地球仪奖   | 最佳女演员     | 《女兒紅》   | 獲獎 |
| 2008年 | 第29届大众电影百花奖                     | 最佳女配角     | 《云水谣》   | 獲獎 |
| 2015年 | Winston-Salem Out at the Movies Festival | 最佳女演员     | 《滿月酒》   | 獲獎 |
| 2019年 | 第15屆中美電影節金天使獎                 | 年度最佳女主角 | 《拿摩一等》 | 獲獎 |
| 2022年 | Paris International Film Festival        | 國際最佳演員   | 《大青樹下》 | 獲獎 |

#### 入圍
| 年份   | 頒獎                       | 獎項       | 作品             | 結果 |
| ------ | -------------------------- | ---------- | ---------------- | ---- |
| 1979年 | 第16屆金馬獎               | 最佳女配角 | 《春寒》         | 提名 |
| 1981年 | 第18屆金馬獎               | 最佳女配角 | 《丹尼爾的故事》 | 提名 |
| 1994年 | 第31屆金馬獎               | 最佳女配角 | 《飲食男女》     | 提名 |
| 1995年 | 第32屆金馬獎               | 最佳女主角 | 《一罈女兒紅》   | 提名 |
| 2021年 | 第12屆青年電影手冊年度盛典 | 年度女演員 | 《蕃薯澆米》     | 提名 |

### 電視劇

#### 獲獎
| 年份   | 頒獎         | 獎項         | 作品           | 結果 |
| ------ | ------------ | ------------ | -------------- | ---- |
| 1991年 | 第26屆金鐘獎 | 最佳女演員獎 | 《她的成長》   | 獲獎 |
| 1997年 | 第32屆金鐘獎 | 最佳女主角獎 | 《聖母瑪麗亞》 | 獲獎 |

#### 入圍
| 年份   | 頒獎         | 獎項         | 作品                               | 結果 |
| ------ | ------------ | ------------ | ---------------------------------- | ---- |
| 1984年 | 第19屆金鐘獎 | 最佳女演員獎 | 午夜劇場－《白髮吟》               | 提名 |
| 1989年 | 第24屆金鐘獎 | 最佳女演員獎 | 中視劇場－《大地有愛系列「控訴」》 | 提名 |
| 1997年 | 第32屆金鐘獎 | 最佳女主角獎 | 《人間抒情系列：她們三個》         | 提名 |